# Силвия
Силвия Дечева Младенова е българска попфолк и фолклорна певица.

## Биография
Силвия Младенова е родена на 1 април 1978 година в Раднево, Старозагорско. Първоначално изпълнява поп музика в местния оркестър „Раднево“, ръководен Минчо Атанасов. По време на записи на оркестъра за водещата попфолк звукозаписна компания „Пайнер“ участва в прослушване и сключва договор с тях. През 1998 година записва дебютния си албум „Страхотна жена“, последван по-късно през същата година от „Дамата в червено“ и „Среща с Казанова“ (1999), като бързо се налага като една от водещите попфолк певици по това време.

## Дискография

### Студийни албуми
- Страхотна жена (1998)
- Дамата в червено (1998)
- Среща с Казанова (1999)
- Аз, Силвия (2000)
- Грешница (2002)
- Да ме желаеш (2006)
- Закъсняла прошка (2007)
- Влез в отбора (2008)
- Българка (2013)

### Компилации
- Балади (2001)
- Златните хитове на Пайнер 25 – Силвия (2013)[2]

## Награди
1998 – Специална награда на Арт Рок Център (Нов фолк)
2000 – Втора награда на журито за песента „Хей, ревнивецо“ (Тракия фолк)
2007 – Специална награда на община Раднево за принос към родния край
2007 – Първа награда на журито за песента „Закъсняла прошка“ (Пирин фолк)